# Francis Picabia
Francis Picabia, původním jménem François Marie Martinez Picabia (22. ledna 1879, Paříž – 30. listopadu 1953, Paříž) byl francouzský malíř, básník a grafik, z otcovy strany španělského původu. Představitel řady avantgardních směrů první poloviny 20. století: dadaismu, kubismu, orfismu, fauvismu i surrealismu.

## Život

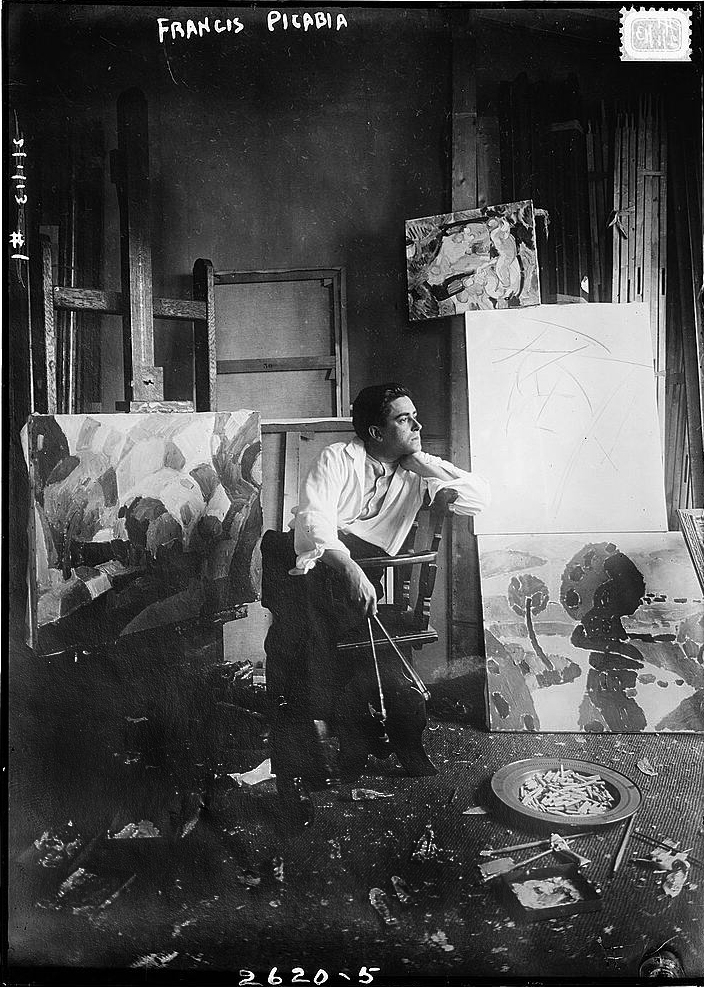
Francis Picabia ve svém atelieru (fotografie byla pořízena v období 1910–1915)

V letech 1895–1897 vystudoval malířství na École des Beaux-Arts a École des Arts Décoratifs v Paříži. Po studiích začal vytvářet obrazy v impresionistickém stylu, účastnil se i impresionistických výstav v Salon d'Automne a Salon des Indépendants roku 1903. První samostatnou výstavu měl roku 1905 v galerii Hausmann v Paříži a i zde ještě prezentoval impresionistická díla.
Po impresionistických začátcích přešel k postimpresionismu, po roce 1908 začal užívat kubistické a fauvistické prvky. V roce 1910 se seznámil s Marcelem Duchampem a jeho bratry, kteří ho seznámili s básníkem Guillaume Apollinairem. Ten ho uvedl do světa dadaismu.
V roce 1913 odjel do Spojených států. Jeho výstava Armory Show v New Yorku měla obrovský úspěch u kritiků i veřejnosti, podobně expozice v Galerii 291, kterou mu uspořádal známý fotograf Alfred Stieglitz.
Během druhého pobytu v New Yorku v roce 1915 Picabia, Marcel Duchamp a američtí avantgardisté začali široce propagovat dadaismus v USA. Založili v New Yorku i dadaistickou pobočku, která začala vydávat časopis 291. Roku 1917 Picabia začal vydávat vlastní časopis 391. Zde také zveřejnil své první „Mechanické kresby“, sérii kompozic, kde použil technické výkresy, z nichž vytvořil tvary lidských postav. Tyto „mechanomorfy“ ho proslavily a staly se symbolem dadaismu. Roku 1917 byl Picabia v USA naposledy. V Evropě však vycházel časopis 391 až do roku 1924.
V roce 1918 odjel do Švýcarska, kde se stal členem skupiny curyšských dadaistů. Vydal zde knihu Poèmes et dessins de la fille née sans mère (Básně a kresby dívky narozené bez matky) a přispíval do časopisu Dada. Roku 1920 začal vydávat časopis Cannibale.
V roce 1921 principy dadaismu hlasitě zavrhl jako překonané a přihlásil se k surrealismu, v úzkém kontaktu s André Bretonem. Roku 1924 však článkem v časopise 391 zavrhl i surrealismus.
Druhou světovou válku strávil ve Švýcarsku, kde se spřátelil s Gertrude Steinovou. Po válce se vrátil do Paříže a sblížil se s existencialisty. Začal se též věnovat scénografii.